# Jesús María Leizaola

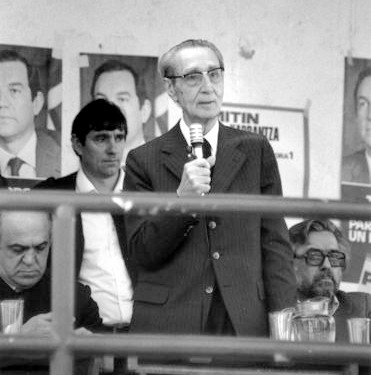
Jesús María Leizaola (1980)

Jesús María Leizaola (* 7. September 1896 in Donostia / San Sebastián; † 16. März 1989 ebendort) war ein baskischer Politiker und von 1960 bis 1979 Präsident der Regierung des Baskenlands im Exil.

## Jugend und Ausbildung
Leizaola wurde als dritter von sieben Brüdern in eine wohlhabende Familie geboren. Schon in seiner Kindheit kam er über seine Eltern in Kontakt mit Personen aus dem Umfeld Sabino Aranas und des baskischen Nationalismus. Im Jahr 1903 trat er in eine renommierte, von Kapuzinern geleitete Internatsschule ein, die er 1911 mit dem Bachillerato abschloss. Im selben Jahr schrieb er sich an der juristischen Fakultät der Universidad Literaria de Valladolid ein, wo er sein Studium 1915 mit Auszeichnung abschloss. Im Anschluss wurde er zunächst Chefjurist in der Entwicklungsabteilung des Provinzialrats von Guipúzcoa (diputación de Gipuzkoa). Im Jahr 1919 erhielt er, ebenfalls durch ein Auswahlverfahren, die Stelle des Leiters der Finanzabteilung des Stadtrats von Bilbao.

## Politik
In Bilbao begann er intensiv mit der entstehenden baskisch-nationalistischen Bewegung zusammenzuarbeiten, veröffentlichte Artikel und nahm an öffentlichen Veranstaltungen, Konferenzen, Kundgebungen und wurde Mitglied der Comunión Nacionalista Vasca (heute Partido Nacionalista Vasco (PNV)).
Nach der Gründung der Zweiten Republik wurde er 1931 zum Abgeordneten für Guipúzcoa gewählt, und 1933 wiedergewählt. Er gab sein Mandat 1934 auf, um den Posten des Sekretärs des Provinzialrats von Guipuzkoa anzutreten.
Nach Ausbruch des Bürgerkriegs 1936 arbeitete er mit der Verteidigungsjunta von Guipúzcoa zusammen, bis San Sebastián Mitte September 1936 in die Hände der Franco-Truppen fiel. Er gilt als einer der Hauptverantwortlichen für die friedliche und geordnete Evakuierung der Stadt.  Kurz darauf wurde er am 7. Oktober vom Lehendakari Aguirre zum Minister für Justiz und Kultur der baskischen Regierung ernannt. In dieser Eigenschaft gründet er die erste staatliche Universität des Baskenlands (Universidad Pública Vasca), die aber nur für wenige Monate bestand. Nach dem Fall von Bilbao und der Verlegung der baskischen Regierung nach Katalonien wurde Leizaola zum Leiter der baskischen Regierungsdelegation in Frankreich und zu ihrem offiziellen Sprecher ernannt.
1939 floh Leizaola ins Exil nach Frankreich. Dort führte er die Exilregierung während der Abwesenheit Aguirres und war umfangreich publizistisch tätig. Gleichzeitig arbeitete er als Lehrer, um ein Alibi für seine politische Arbeit und seine Kontakte zur französischen Résistance zu haben. Nach Ende des Zweiten Weltkriegs und der Rekonstitution der baskischen Exilregierung wurde er Leiter der Regierungsdelegation in Bayonne und unter anderem für Informationsbeschaffung und die Beziehungen zum Widerstand in Spanien zuständig. Im Jahr 1948 wurde er zum Vizepräsidenten und Pressesprecher der Exilregierung ernannt.
Am 28. März 1960 wurde er am Grab José Antonio Aguirres in San Juan de Luz als Lehendakari der Exilregierung vereidigt.
Nach Verabschiedung des Statuts von Gernika (Baskisches Autonomiestatut von 1979) kehrte Leizaola am 15. Dezember 1979 ins Baskenland zurück, übertrug seine Befugnisse an den Baskischen Generalrat (Consejo General Vasco) und übergab dessen Präsidenten Carlos Garaikoetxea die Schlüssel der Pariser Delegation, das Symbol der 43 Jahre währenden Exilregierung.
Bei den ersten Wahlen zum baskischen Parlament führte er im März 1980 die Liste der PNV in der Provinz Bizkaia an und leitete später als Alterspräsident die Eröffnungssitzung. Im August 1980 gab er sein Mandat ab und zog sich aus der Politik zurück. 
Leizaola starb am 16. März 1989 in San Sebastián an einem Herzinfarkt. Er war seit 1924 mit María del Coro de Loidi verheiratet und hatte mit ihr vier Söhne.

## Schriftstellerische Tätigkeit
Leizaola war Autor mehrerer Studien über baskische Literatur und Poesie. Er schrieb häufig für Zeitungen und Zeitschriften (darunter Euzkadi, Guipuzkoarra, Argia, El Día usw.). Seine Gesammelten Werke wurden von 1981 bis 1985 in vier Bänden vom Verlag Sendoa herausgegeben. Zu seinen Veröffentlichungen gehören unter anderem:
- Literatura vasca. In: Enciclopedia Hispano-Americana Espasa. Barcelona 1923.
- La frontera vasca contra los moros. 2. Auflage. Bilbao 1937.
- Estudios sobre la poesía vasca. Buenos Aires 1951.
- La „Crónica“ en la poesía popular vasca. Editorial Ekin, Buenos Aires 1961.
- Líneas generales de la formación de la economía vasca en la historia hasta hoy. Venezuela 1962.
- 1808–1814 en la poesía popular vasca y otros estudios. Ekin, Buenos Aires 1965.
- Crónicas y romances en la poesía euskérica. In: B. Estornés Lasa (Hrsg.): Enciclopedia General Ilustrada del País Vasco Band=V. San Sebastián 1981.
- La marina civil vasca en los siglos XIII, XIV, XV. Sendoa, San Sebastián 1984, ISBN 84-85846-48-6.

## Ehrungen

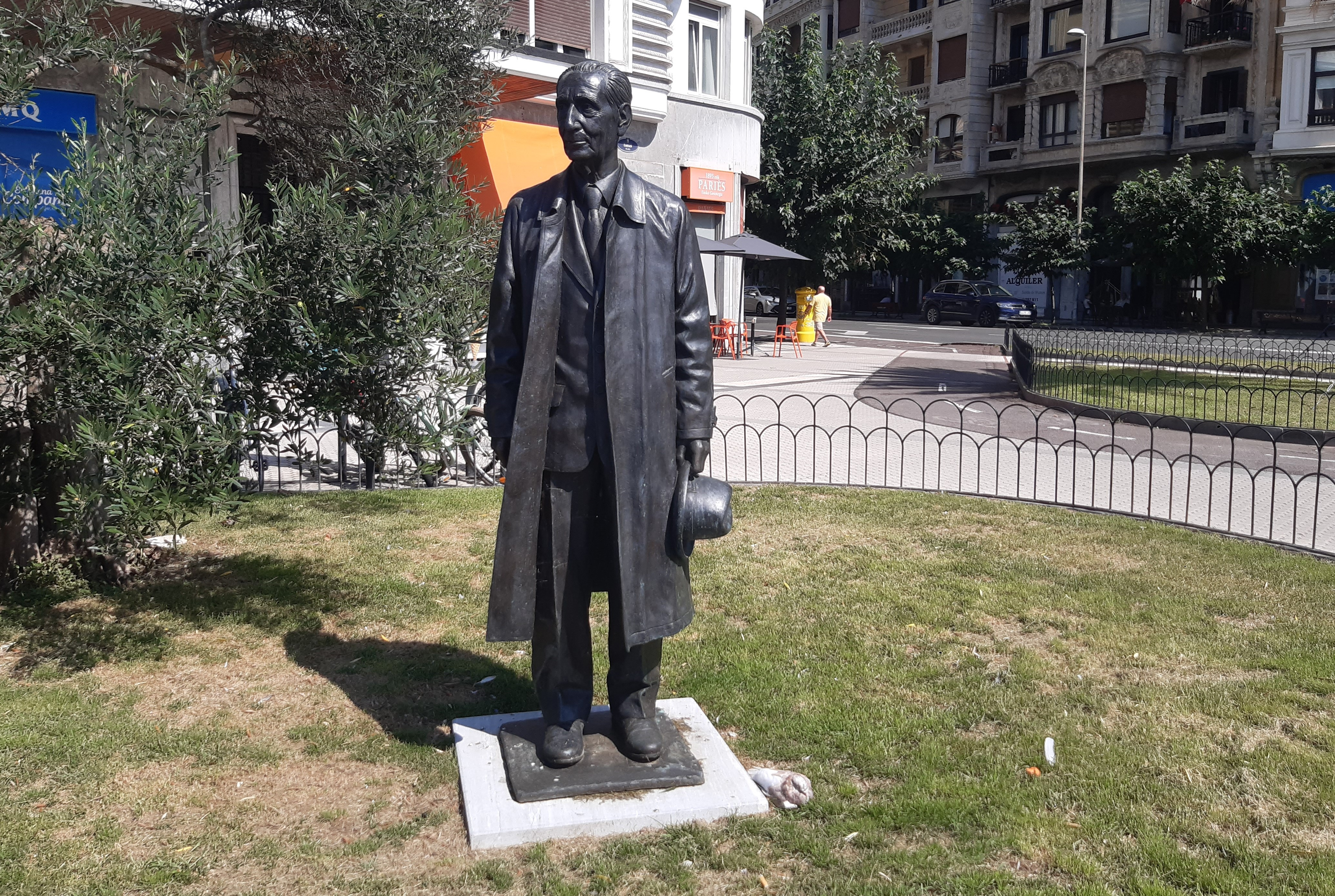
Lehendakari Leizaola. Bronzeskulptur von Xebas Larrañaga Odriozola auf der Plaza Euskadi in San Sebastián (2024).

- Seit 1990 wird jährlich der Premio Jesús María Leizaola verliehen, mit dem Forschungsarbeiten über baskische Autonomie ausgezeichnet werden.[8]
- Die 1997 gegründete Stiftung Leizaola Elkargoa, die sich für Förderung und Verbreitung von baskische Kultur und Sprache einsetzt, trägt seinen Namen.[9]
- Im Jahr 2021 schenkte die Provinz Gipuzkoa der Stadt San Sebastián eine Bronzestatue Leizaolas,[10] die seit 2022 auf der Plaza de Euskadi im Stadtteil Gros steht.[11]
- In mehreren Gemeinden des Baskenlands, darunter Bilbao, San Sebastián und Vitoria-Gasteiz wurden Straßen oder Plätze nach ihm benannt.